# 加隈亜衣・大西沙織のキャン丁目キャン番地
『加隈亜衣・大西沙織のキャン丁目キャン番地』（かくまあい・おおにしさおりのきゃんちょうめきゃんばんち）は、2015年2月19日から2023年6月15日までニコニコ動画（ニコニコチャンネル・超！アニメディア）で配信されていた、ラジオ番組である。愛称は「キャン丁目」。パーソナリティは声優の加隈亜衣・大西沙織。

## 番組概要
加隈と大西が、スキルを身につけ成長していくことを目指して様々な企画にチャレンジする番組である。番組内では、加隈は『亜衣キャン』、大西は『さおキャン』と呼ばれる。
『キャンポインター』こと構成作家が、二人がクリアした企画やトークの内容に応じて『キャンポイント』を付与していき、一定の期間中にたまったポイントが高かった方に種々の賞品がプレゼントされる。

### 放送日時
- ニコニコ動画 (ニコニコチャンネル・超！アニメディア)
  - 毎週木曜日 12:00 (2015年2月19日 -2023年6月15日 )

- OPENREC.tv (「加隈亜衣・大西沙織のキャン丁目キャン番地」チャンネル)
  - 毎週木曜日 12:00 (2020年9月3日[2] - 2023年6月15日)

いずれも配信後1週間は誰でも無料で聴取でき、それ以降は有料会員のみが聴取できる形式を取っていたが、第375回分より1週間の無料公開部分が冒頭一部のみとなり、本編は有料会員のみが聴取出来る配信形態に変更された。
2023年6月6日に同月15日の配信を持って最終回を迎える事が発表された。
有料会員向けのアーカイブ配信は、2024年2月末となる。

## コーナー
ふつおた
普通のお便りを紹介するコーナー。リスナーの初体験エピソードも募集している。
オープニングコント
パーソナリティが番組冒頭にリスナー作の寸劇を演じるコーナー。最後に二人が声を揃え「不仲」の一言を発するパターンが恒例となっていて「不仲コント」とも呼ばれる。
はじめての、キャン
両パーソナリティが毎週持ち回りで初体験エピソードを話すコーナー。その内容は必ず収録と収録の間に起きた初体験であるとの建前である。
スタジオキャン
スタジオで様々なチャレンジをするコーナー。お題はリスナーからも募集している。
エンディングのフリ
リスナーから募集したシチュエーションに沿い、パーソナリティの二人が即興劇を披露するコーナー。
コメント水増しコーナー
リスナーから募集したお題にに対する回答を、エンディングテーマが流れている間にコメントしてもらうコーナー。

## エピソード
- 番組の企画で大西が夜景鑑賞士3級の試験を受け、見事合格している[6]。

## イベント
- 『加隈亜衣＆大西沙織のキャン丁目キャン番地』公開録音危機一髪[7]

会場：生活支援型文化施設 コンカリーニョ
- 『加隈亜衣＆大西沙織のキャン丁目キャン番地』DJCD発売記念イベント[8]

## 関連商品

### CD・DVD
| タイトル                                           | 発売日        | 過去収録分      | 新規収録                                                                 |
| -------------------------------------------------- | ------------- | --------------- | ------------------------------------------------------------------------ |
| 加隈亜衣・大西沙織のキャン丁目キャン番地DJCD Vol.1 | 2016年2月10日 | 第1回 - 第14回  | 撮り下ろしゲストとして、声優の高橋未奈美が登場している。                 |
| 加隈亜衣・大西沙織のキャン丁目キャン番地DJCD Vol.2 | 2016年9月28日 | 第15回 - 第28回 | 撮り下ろしゲストとして、声優の石上静香が登場している。                   |
| 加隈亜衣・大西沙織のキャン丁目キャン番地DJCD Vol.3 | 2018年1月10日 | 第29回 - 第42回 | Vol.4と同時発売。 撮り下ろしゲストとして、声優の諏訪彩花が登場している。 |
| 加隈亜衣・大西沙織のキャン丁目キャン番地DJCD Vol.4 | 2018年1月10日 | 第43回 - 第56回 | Vol.3と同時発売。 撮り下ろしゲストとして、声優の諏訪彩花が登場している。 |
| 加隈亜衣・大西沙織のキャン丁目キャン番地DJCD Vol.5 | 2018年8月8日  | 第57回 - 第70回 | Vol.6と同時発売。 撮り下ろしゲストとして、声優の藤田茜が登場している。   |
| 加隈亜衣・大西沙織のキャン丁目キャン番地DJCD Vol.6 | 2018年8月8日  | 第71回 - 第84回 | Vol.5と同時発売。 撮り下ろしゲストとして、声優の藤田茜が登場している。   |